# Karmelita templom (Győr)
A győri karmelita templom a város egyik legjelentősebb műemlék temploma, a történelmi belváros nyugati kapuját jelentő Bécsi kapu tér városképileg leginkább meghatározó épülete. A templom a barokk építészet remekműve. Sziluettje, mely a városban sok helyről látszik, elmaradhatatlanul hozzátartozik Győr városképéhez, annak egyik jellegzetessége.

## A karmeliták letelepedése Győrött, a templom építése
Szelepcsényi György esztergomi érsek végrendeletében ötvenezer forintot hagyományozott a sarutlan karmeliták német rendtartománya részére azzal a feltétellel, hogy az összegből Magyarországon kolostort létesítsenek. A végrendeletet végrehajtó Kollonich Lipót győri püspök Esztergomot, Nyitrát és Győrt jelölte ki erre a célra. Az atyák választása az utóbbira esett. Az első atyák 1697-ben érkeztek Győrbe, a város nyugati kapuja, a Bécsi kapu melletti egyik kis házat szerezték meg, mely a katonai építészeti hivatal szomszédságában állott.  A területen egészen a 16. századig, a katonai építészeti hivatal felépítéséig ismeretlen rendeltetésű nagyméretű római kori épület, a kortársak szerint amfiteátrum romjai álltak, melynek köveit a vár építéséhez használták fel. Első kápolnájukat még ebben az évben felszentelték, majd 1700-ra nagyobbat létesítettek. A karmeliták birtokokkal nem rendelkeztek csak a hívek adományaiból tarthatták fenn működésüket. Így nem véletlen, hogy a templomuk csak 1716-25 közt épült fel. A templomot Wittwer Márton Athanáz karmelita szerzetes és építész tervezte, a belső berendezés szerint szintén az ő tervei alapján Richter Ferenc karmelita testvér műhelyében készült. A mellékoltárok képeit Martino Altomonte festette.

## A templom leírása

### Elrendezése, elhelyezése
Magyarországon a barokk kor nagy jelentőségű egyházi építkezéseinél a hosszanti elrendezésű jezsuita templomtípus volt a meghatározó. A kisebb jelentőségű szerzetesrendek az ország hagyományosan legfejlettebb északnyugati területén néhány, olasz példák nyomán Ausztriában is divatossá vált elliptikus alaprajzú, centrális elrendezésű templomot is emeltek. E templomtípus egyik legszínvonalasabb alkotása a győri karmelita templom. Az átlós irányban két-két kápolnával bővített, hevederes tagolású alacsony kupolával fedett elliptikus templomhajót, aránylag meredek, magas nyeregtető fedi. Wittwer barokk építészeti lendületét tükrözi, hogy a tornyot a templomon kívülre helyezte, gyakorlati célja ezzel az volt, hogy a templom és a rendház kapcsolatát biztosítsa. Az egész együttes a szentély nyugati oldala mellé épített toronnyal együtt kiemelkedően szerencsés megoldású. Elhelyezésében és tömegének elrendezésében jelentkező művészi minőséget leginkább az adja, hogy minden irányból szerencsés kiegészítője az utcaképeknek, így például művészien zárja le a Kazinczy utcát. Érdemes megfigyelni, hogy ebből az irányból a templomhajó mosolygó arcnak tűnik. A Rába felől szemlélve hatásos emelkedő vonalat ad a főhomlokzat kettős keresztje, a tetőn levő két szimbolikus dísz, a magasba ívelő pompás barokk toronysisak a rajta levő kereszttel.

### A főhomlokzat
A Bécsi kapu térre néző, kulisszaszerű főhomlokzatot a kovácsoltvas kapun kívül a kapu feletti nagy ablak és három falfülke élénkíti, négy dór falpillér osztja három részre. Az erőteljes főpárkányra két csigavonalas voluta támaszkodik, melynek vonalai a főhomlokzatot lezáró timpanonig kúsznak fel. A timpanon alatti falfülkében lévő Madonna-szobor különösen figyelemre méltó, az olasz Diego Carlone alkotása. A főpárkány alatti fülkékben Ávilai Szent Teréz és Keresztes Szent János szobrai állnak. A vasborítású kapu keretének zárókövében az 1724-es évszám olvasható, mely a templomépítés befejezésének évét mutatja. E fölött a rend címere, még feljebb lángpallost tartó kéz látható. Az erről fodrozódó kétágú szalagon a rend jelmondata: „Zelo Zelatus sum pro Domino Deo exercituum". („Buzgósággal buzgólkodtam a seregek Uráért, Istenért.").

### A templombelső
Az előtér két oldalán két kis kápolna található. Az egyikben az oltár feletti fülkében Páduai Szent Antal szobrát helyezték el, alatta Pieta-szobor van. A négyrészes mennyezetfreskó Szent Antal életéből merített jeleneteket ábrázol, 1908-ból származik, Johann Kastner műve. A másikban látható Kármelhegyi Boldogasszony szobor 1932-ben került ide Rómából. A mennyezetfreskói itt is 1908-ból valók, a csodatevő Kis Jézus életéből vett jeleneteket mutatnak.
A templom téglalap alakú előtere és szentélye közti elliptikus hajót fedő kupolát négy kerek ablak világítja meg. A Mária-monogrammal díszített zárókőutánzat feletti nyílás, ma már ventilátorral, ötletesen biztosítja a szellőzést. A főbejárat feletti szélfogón Acsády Ádám, veszprémi püspök és győri nagyprépost csípőre tett kezű vitézt ábrázoló címere van, köszönetképp a templom főoltárának megvalósulásához adott támogatásáért.
A szentélyt Johann Kastner falfestménye díszíti, mely az Utolsó vacsorát ábrázolja. A kupola freskóit is ő festette. A hat körcikkre osztott kupolafelület ugyanennyi jelenetet ábrázol, melyeknek témái: a karmelita szentek hódolata Mária előtt, Illés próféta tüzes szekerén, illetve látomása, a Szent Család látogatása a Kármelhegyen, a Karmelhegyi Boldogasszony adománya és Krisztus a kereszttel.
A főoltár és a négy mellékoltár felépítménye, a mozgalmas barokk szószék, az elliptikus alaprajzot követő padok, az aranyozott szobrok Richter Ferenc karmelita testvér művészi alkotásai. A gyóntatófolyosóról megközelíthető külső sekrestye a kornak megfelelő stílusú faberakásos szekrényei is az ő alkotásai. A templom ízléses orgonája az architektúrához kiválóan alkalmazkodik.

#### A főoltár
A Richter által alkotott főoltár építménye teljesen kitölti a téglalap alakú szentély falát. Ezt a fajta, a reprezentatív barokk templomokra jellemző megoldást „theatrum sacrum"-nak (szent színház) nevezik. A karmelita templom főoltára ennek a megoldásnak az első győri példája.  A főoltár alépítményén tizenegy márványba vésett ó- és újszövetségi jelenet látható. A felépítményen a szentségház két oldalán, három-három korinthoszi oszlop magasodik. Oldalt újabb két-két oszlop áll, a párkányt pedig négy váza díszíti. A kupola tetején az Isten Báránya látható. Az oltárépítményt felhőkoszorúval övezett napsugaras Mária-monogram zárja. A barokk művészet gazdagságát számos próféta, szent és angyal szobra érzékelteti. A főoltár felső, kisebb oltárképe Mózest ábrázolja az égő csipkebokor előtt. Az alsó, nagy oltárkép témája: „Hódolat a Szeplőtelen előtt". A festmény három főalakja Szűz Mária, valamint az előtte térdeplő Szent István király és fia, Szent Imre herceg.

#### A mellékoltárok
A templombelső művészeti szempontból legjelentősebb értékei a négy mellékoltár Martino Altomomte által festett oltárképei. A nápolyi származású osztrák festőművész alkotásai 1726-29 közt készültek. A mellékoltárok mozgalmas barokk építménye a főoltáréhoz hasonlóan Richter Ferenc műhelyében készült. Egykor, az eredeti oltárok oszlopai mellett, az oltárok külső részein szobrok álltak. Ezeket a század elején sajnos eltávolították és helyükre a ma is látható tiroli gyári szobrokat helyezték. Az oszlopok tetején álló angyalszobrok azonban az eredeti barokk oltárépítmény részei.
A bal oldali első mellékoltáron a mester Szent József halálát ábrázolta, a mellette virrasztó Máriával. A festmény élményét az oltár szobrászati kialakítása varázsolja teljessé.
A bal oldali második mellékoltár képe Nepomuki Szent János prágai vértanú halálát ábrázolja, amint két katona a Moldva vizébe dobja a királynő által neki meggyónt titkokat elárulni nem hajlandó mártírt. A felek ellentétét eltérő színekkel érzékeltette a festő: a sötétvörös ruhát viselő katonák közt a vértanú fehér karinges, fekete ruhát visel. Ugyanezen az oltáron látható az 1762-ből származó „Segítő Szűz Mária"-kegykép is. A kép fémkerete, a fából faragott gyertyatartók és kánontáblák keretei a rokokó művészet magas színvonalú alkotásai.
A jobb oldali első mellékoltár képe Nagy Szent Terézia 1559. évi szívsebzését mutatja be. Ezen az oltáron áll 1908 óta a prágai Kis Jézus szobra. Kis háza, a hat gyertyatartó, valamint a három kánontábla a barokk művészet remekei. A jobb oldali második mellékoltár képén „Martinus Altomonte Anno 1727." feliratú kézjegy látható; témája és egyben címe is: Keresztelő Szent János megdicsőülése. A mester színben és kompozícióban leghatásosabb művének tartják ezt a képet.

### A loretói kápolna
Igen szép látnivaló a templom loretói kápolnája, mely 1717-18-ból származik, tehát előbb épült fel, mint maga a templom. A hajó bal első sarkában levő ajtó vezet a gyóntatófolyosóra, mely a különös hangulatot árasztó kis kápolnát fogja körül. A kápolna a názáreti Szent Ház másolata. A legenda szerint a Szűzanya kőből épített názáreti házát a 13. század végén az arabok elől angyalok a levegőbe emelték és átmenekítették az olaszországi Loretóba, ahol ma egy hatalmas bazilika közepén látható. Európában később sok helyen épültek a ház másolataként loretói kápolnák, ezek egyike az itteni.
A kis kápolna szokatlan, különös hangulatot áraszt, jórészt vakolatlan volta az épület eredetijének régiségére utal. A megvilágítási effektus az oltár mögötti Fekete Mária-szoborra irányítja figyelmünket. Az oltárt a szobortól aranyozott rács választja el. A kápolna falán megmaradt, vagy szándékosan készített vakolt foltokon 1756-ból származó freskótöredékeket látunk, melyeket Borsa Antal 1941-ben restaurált. A fáiba beépített gerendadarabok Szent József ácsműhelyére emlékeztetik a látogatót. Az oltár bal oldalán levő díszes faragású faliszekrény az ókeresztény templomokban szokásos, szentélyből nyíló kegyszertartók mintájára készült.

### Akripta
A templom alatt kripta található, három bejárata közül napjainkban a Rába-part felől nyílót használják. A kripta egyben csontkamra is, ide gyűjtik a százévesnél régebbi csontvázakat. A födémet egyetlen oszlop támasztja alá. A kripta érdekessége, hogy bár padlószintje mélyebben fekszik, mint a Rába átlagos vízszintje, még hosszan tartó árvizekkor sem mutatkozott benne a talajvíz, holott közel fekszik a Rábához. A műszaki megoldás nem tisztázott, de valószínűleg megfelelő vastagságú agyagréteggel biztosították vízzáróságát.